# BRIKS
BRIKS (Internationalt BRICS) er et akronym, der er opfundet for at forbinde de fem store vækstøkonomier: Brasilien, Rusland, Indien, Kina og Sydafrika. BRIKS-medlemmerne er kendt for deres betydelige indflydelse på regionale anliggender. Siden 2009 har regeringerne i BRIKS-landene mødtes årligt ved formelle topmøder. Rusland var vært for det seneste 16. topmøde, som fandt sted i Kazan fra 22. til 24. oktober 2024.
Oprindeligt blev de første fire grupperet som "BRIK" (eller "BRIK'erne") før introduktionen af Sydafrika i 2010. BRIKS har et samlet areal på 39.746.220 km2 og en anslået samlet befolkning på omkring 3,21 milliarder, eller omkring 26,7 % af verdens landoverflade og 41,5 % af verdens befolkning. Fire ud af fem medlemmer er blandt verdens ti største lande efter befolkning og område, bortset fra Sydafrika, som er 23. i begge.
Som medlemmer af G20 fra 2018 havde disse fem lande et samlet nominelt BNP på 19,6 billioner amerikanske dollar, omkring 23,2 % af bruttoverdensproduktet, et samlet BNP (KKP) på omkring 40,55 billioner amerikanske dollar (32 % af verdens BNP KKP) og anslået 4,46 billioner amerikanske dollar i samlede valutareserver. BRIKS har modtaget både ros og kritik fra adskillige kommentatorer. Bilaterale forbindelser mellem BRIKS-lande udføres hovedsagligt baseret på ikke-indblanding, lighed og gensidig fordel. Eksistensen af BRIKS-grupperingen betyder ikke en formel eller uformel alliance; der er adskillige økonomiske, territoriale og politiske stridigheder mellem de fem regeringer.

## Historie
Udtrykket "BRIK" menes at være opfundet i 2001 af daværende formand for Goldman Sachs Asset Management, Jim O'Neill, i hans publikation Building Better Global Economic BRICs. Men det blev faktisk opfundet af Roopa Purushothaman, som var forskningsassistent i den oprindelige rapport. Udenrigsministrene fra de første fire BRIK-lande (Brasilien, Rusland, Indien og Kina) mødtes i New York City i september 2006 i udkanten af FN-forsamlingens generelle debat og indledte en række møder på højt plan. Et fuldlødigt diplomatisk møde blev afholdt i Jekaterinburg, Rusland, den 16. juni 2009.
Siden 2023 har BRICS haft til hensigt at udvide sin organisation, og man optog flere nationer som medlemmer eller partnere ved det 16. topmøde i Kazan; mest bemærkelsesværdigt Etiopien, Egypten, Iran og De Forenede Arabiske Emirater. Indonesien blev optaget som medlem i januar 2025; otte yderligere nationer er blevet partnerstater siden. Otte andre nationer har officielt ansøgt om at blive medlem, mens embedsmænd fra endnu flere nationer i det mindste har udtrykt interesse.

## Nuværende ledere
- Brasilien
Luiz Inácio Lula da Silva,
præsident
- Rusland
Vladimir Putin,
præsident
- Indien
Narendra Modi,
premierminister
- Kina
Xi Jinping,
præsident
- Sydafrika
Cyril Ramaphosa,
præsident